# Waihī River
Der Waihī River ist ein 45 km langer Fluss in der Region Canterbury auf der Südinsel von Neuseeland.

## Geographie
Der Waihī River entspringt an der südlichen Flanke des 1653 m hohen Tripps Peak, der Teil der in Nord-Süd-Richtung verlaufenden Four Peaks Range ist und sich rund 40 km nordnordwestlich von Timaru befindet. Von seinem Quellgebiet aus bewegt sich der Fluss zunächst kurz in südliche und dann in östliche Richtung, um dann rund 5 km nach seinem Ursprung in südöstliche Richtung abzuschwenken. Rund 10 km vor dem Ort Geraldine nimmt der Fluss einen südlichen Verlauf und durchquert Geraldine in der Mitte des Ortes. Nach weiterem südlichen Verlauf bilden der Waihī River rund 2 km nordnordwestlich des Stadtzentrums von Temuka zusammen mit dem Hae Hae Te Moana River den Temuka River durch Zusammenfluss.
Der New Zealand State Highway 79 kreuzt den Fluss innerhalb des Ortes Geraldine.